# Palomita blanca (novela)
Palomita Blanca es una novela del escritor chileno Enrique Lafourcade, publicada en 1971. Hasta el año 2016 había vendido más de 1.100.000 ejemplares en más de setenta ediciones. Es una de las novelas más vendidas en la historia de la literatura chilena. Se ha convertido en una lectura obligatoria para los escolares chilenos. 
Se trata de una novela realista, que recoge las inquietudes de una época convulsionada. Si bien la novela transcurre entre los años 1970 y 1971, el periodo histórico en el que se centra es, específicamente, la elección presidencial de 1970, en la que compitieron Radomiro Tomic, Jorge Alessandri y el presidente Salvador Allende. 
La novela, narrada en primera persona, cuenta la historia de una joven adolescente chilena a través de sus propios ojos. María Acevedo Acevedo es una joven de 15 años que vive con su tía viuda, esto tras haber sido abusada a la edad de 8 años por Don Beno, la pareja de su madre. Un día, con Telma, una amiga mayor que trabaja en una fuente de sodas, van a un festival de música Hippie en el barrio alto de Santiago. Ahí conocerá a Juan Carlos Eguirreizaga Montt, un chico de clase alta, de quien se enamorará perdidamente. Este amor se verá truncado por diversos factores: económicos, sociales, culturales e, incluso, religiosos. 
A lo largo de la novela se narrarán hechos históricos como, por ejemplo, las concentraciones a favor de los tres candidatos de 1970, el triunfo de Salvador Allende, los bombazos y el posterior asesinato del general René Schneider a manos del grupo terrorista Patria y Libertad. 
Si bien la novela toca temas importantes para la juventud como los objetivos, búsquedas y temores, la exploración de las drogas, la sexualidad y la vivencia religiosa, estos no son el tema central del texto. 
Cuenta con una versión en cine, realizada por Raúl Ruiz en 1973, aunque no fue estrenada sino años más tarde, en 1992, en conjunto con la edición de su banda sonora, compuesta e interpretada por el grupo chileno Los Jaivas.